# Psychotherapie in Deutschland
Psychotherapie in Deutschland beschreibt das System der psychotherapeutischen Versorgung in der Bundesrepublik Deutschland, im engeren Sinn die heilkundliche Tätigkeit zur Feststellung, Heilung oder Linderung von psychischen Störungen mit Krankheitswert. Sie wird von Ärztlichen Psychotherapeuten, Psychologischen Psychotherapeuten, Kinder- und Jugendlichenpsychotherapeuten sowie Heilpraktikern für Psychotherapie angeboten, zukünftig auch von (approbierten) Psychotherapeuten und Fachpsychotherapeuten. Es gibt jedoch eine Vielzahl von Überschneidungen zu Beratungs-, Betreuungs-, Seelsorge- und Pflegeangeboten, in denen auch Angehörige anderer Berufsgruppen tätig sind.
Im internationalen Vergleich verfügt Deutschland über ein dicht ausgebautes System sowohl im stationären (Krankenhäuser, Kliniken), als auch im teilstationären (Tageskliniken) und ambulanten Bereich (Praxen, Ambulanzen, Beratungsstellen). Zusätzlich besteht ein stationäres Angebot in psychosomatischen und psychotherapeutischen Rehabilitationskliniken, mit möglicher anschließender ambulanter Psychosomatischer Rehabilitationsnachsorge (Psy-RENA).

## Definition
Psychotherapie als Heilkunde darf nur von Personen ausgeübt werden, die hierzu berechtigt sind. Unberechtigte Ausübung steht unter Strafe (§ 5 HeilPrG). Psychologische Tätigkeiten, die keine Heilkunde zum Gegenstand haben, insbesondere die Aufarbeitung und Überwindung sozialer Konflikte, zählen nicht als Ausübung von Psychotherapie (§ 1 Abs. 3 S. 3 PsychThG).
Die Definition, was berufsrechtlich unter Psychotherapie zu verstehen ist, ist im Psychotherapeutengesetz (PsychThG), sowie im Heilpraktikergesetz geregelt.
- Psychotherapie im Sinne des Psychotherapeutengesetzes ist gemäß § 1 Abs. 3 S. 1 PsychThG die „Feststellung, Heilung oder Linderung von Störungen mit Krankheitswert, bei denen Psychotherapie indiziert ist“ „mittels wissenschaftlich anerkannter psychotherapeutischer Verfahren“.
- Heilkunde ist gemäß § 1 Abs. 1 HeilprG die „Feststellung, Heilung oder Linderung von Krankheiten, Leiden oder Körperschäden bei Menschen“.

Die Definition des Psychotherapeutengesetzes von 1999 ist an die Definition des Heilkundebegriffs von 1939 angelehnt, jedoch setzt der Heilkundebegriff des Heilpraktikergesetzes die wissenschaftliche Anerkennung eines Behandlungsverfahrens nicht voraus. Durch das Psychotherapeutengesetz „werden weder heilkundliche Befugnisse von Ärzten noch die Rechte, die eine Erlaubnis nach dem Heilpraktikergesetz verleiht, [...] eingeschränkt.“ Das bedeutet, dass die wissenschaftliche Anerkennung eines psychotherapeutischen Verfahrens keine Voraussetzung ist, die ein Psychotherapieverfahren allgemein erfüllen muss, um als Psychotherapie zu gelten oder erlaubt zu sein, sondern das Merkmal stellt eine Bedingung dar, Psychotherapie gemäß einer Approbation des Psychotherapeutengesetzes (also als Psychologischer Psychotherapeut oder Kinder- und Jugendlichenpsychotherapeut) ausüben zu dürfen.

## Rechtliche Grundlagen

### Berufsrecht
In Deutschland sind zurzeit vier Gruppen von Berechtigten zu unterscheiden, die Psychotherapie ausüben dürfen. Jede Gruppe hat unterschiedliche rechtliche Vorgaben, woraus sich unterschiedliche Ausbildungsstandards, sowie verschiedene Behandlungsgrenzen und -möglichkeiten ergeben.
- Ärztlicher Psychotherapeut. Ärztliche Psychotherapeuten üben psychotherapeutische Heilkunde im Einklang mit § 1 Abs. 1 HeilprG auf der Grundlage ihrer ärztlichen Approbation gemäß § 2 Abs. 2 BÄO und einer mehrjährigen psychotherapeutischen Weiterbildung aus. Sie dürfen sich Psychotherapeut nennen (§ 1 Abs. 1 S. 4 PsychThG). Ihre Psychotherapie hat sich am jeweils aktuellen naturwissenschaftlichen Erkenntnisstand zu orientieren, ist aber berufsrechtlich nicht ausschließlich auf wissenschaftlich anerkannte Verfahren festgelegt und kann mehr Therapiefreiheit für sich beanspruchen, als die Psychotherapie, die auf der Grundlage des Psychotherapeutengesetzes möglich ist.[5] Sie dürfen als Arzt grundsätzlich somatische Ursachen psychischer Störungen selbst abklären und sie dürfen auch neben der Psychotherapie andere ärztliche Verfahren, insbesondere Medikamente, zur Behandlung einsetzen. – Ausbildungsweg: Ärzte bilden sich nach Abschluss ihres Medizinstudiums entweder zum „Facharzt für Psychosomatische Medizin und Psychotherapie“, zum „Facharzt für Psychiatrie und Psychotherapie“ (oft in Kombination mit dem „Facharzt für Neurologie“) oder Facharzt für Kinder- und Jugendpsychiatrie und Psychotherapie weiter, oder sie erwerben – nach einer beliebigen (nicht psychotherapie-gebundenen) Spezialisierung oder Facharztausbildung – zusätzlich die berufsbegleitenden Zusatzqualifikationen „Psychotherapie“ oder „Psychoanalyse“.
- Psychologischer Psychotherapeut und Kinder- und Jugendlichenpsychotherapeut. Die Angehörigen dieser beiden Heilberufe üben Psychotherapie auf der Grundlage der Approbation gemäß § 1 Abs. 1 S. 1 PsychThG aus. Sie dürfen sich Psychotherapeut nennen (§ 1 Abs. 1 S. 4 PsychThG). Mögliche körperliche Ursachen psychischer Störungen können sie nicht selbst abklären (§ 1 Abs. 3 S. 2 PsychThG). Sie sind auch nicht zur Verschreibung von Medikamenten (Pharmakotherapie) autorisiert.[6] Darüber hinaus dürfen sie nur psychotherapeutische Verfahren anwenden, die wissenschaftlich anerkannt sind (§ 1 Abs. 3 S. 1 PsychThG). Als wissenschaftlich anerkannt können nur Psychotherapieverfahren gelten, deren Wirksamkeit nachprüfbar belegt ist.[7] Die Entscheidung hierüber trifft die zuständige Landesbehörde (§ 10 PsychThG). In Zweifelsfällen soll sie ihre Entscheidung auf der Grundlage eines Gutachtens des wissenschaftlichen Beirats Psychotherapie treffen (§ 11 PsychThG). Die Gutachten des Beirats stellen hierfür vorweggenommene Sachverständigengutachten dar, deren Ergebnis zu folgen ist, es sei denn, dass „die Tragfähigkeit seiner Annahmen prinzipiell in Zweifel gezogen werden muss,“ zum Beispiel, weil die Inhalte wissenschaftlich überholt sind.[8] – Ausbildungsweg: Psychologische Psychotherapeuten verfügen über ein abgeschlossenes Studium der Psychologie (Diplom oder Master) mit dem Schwerpunkt Klinische Psychologie im Hauptstudium. Des Weiteren haben sie eine mehrjährige vertiefte Ausbildung in einem wissenschaftlich anerkannten Therapieverfahren. Kinder- und Jugendpsychotherapeuten verfügen über ein Studium der Psychologie (Diplom oder Master), Medizin, Pädagogik (Diplom oder Master) oder Sozialpädagogik (Diplom oder Master). Nach dem Studium erfolgt in Analogie zu den Psychologischen Psychotherapeuten eine mehrjährige Fachausbildung mit anschließender Approbation.
- Heilpraktiker. Heilpraktiker mit einer allgemeinen Heilkundeerlaubnis gemäß § 1 Abs. 1 HeilprG dürfen Psychotherapie ausüben. Sie dürfen sich jedoch nicht Psychotherapeut nennen (§ 1 Abs. 1 S. 4 PsychThG). Durch die erfolgreiche Ablegung der Heilpraktikerprüfung haben sie den Nachweis erbracht, über ein ausreichendes Wissen zu verfügen, um eigenverantwortlich Psychotherapie durchführen zu können, ohne eine Gefahr für die Volksgesundheit darzustellen.[9] Sie haben Therapiefreiheit und dürfen ohne Nachweis eines erreichten Ausbildungsstandards[10] grundsätzlich alle Psychotherapieverfahren anwenden, also die wissenschaftlich anerkannten und auch die wissenschaftlich nicht anerkannten. Das Patientenschutzinteresse wird rechtlich dadurch gewahrt, dass der Staat sich durch die Heilpraktikerprüfung davon überzeugt hat, dass Heilpraktiker durch die konkrete Ausübung psychotherapeutischer Heilkunde, keine Gefahr für Patienten darstellen.[11] Sie dürfen in den Grenzen ihrer Heilpraktikerbefugnisse (im Hinblick auf die Ärzte) grundsätzlich körperliche Ursachen psychischer Störungen selbst abklären und dürfen neben der Psychotherapie auch andere Verfahren zur Behandlung psychischer Störungen einsetzen. – Die Heilkundeerlaubnis erhalten sie im Wege einer amtsärztlichen Überprüfung des zuständigen Gesundheitsamts. Die Ausbildungswege von Heilpraktikern sind staatlich nicht geregelt. Sie bereiten sich meist mit Hilfe nichtstaatlicher Ausbildungseinrichtungen, zum Beispiel durch einen Lehrgang an einem privaten Institut, auf ihre Tätigkeit vor.
- Heilpraktiker, eingeschränkt auf das Gebiet der Psychotherapie üben Psychotherapie auf der Grundlage einer auf Psychotherapie beschränkten Heilkundeerlaubnis gemäß § 1 Abs. 1 HeilprG aus.[12] Sie dürfen sich nicht Psychotherapeut nennen (§ 1 Abs. 1 S. 4 PsychThG). Für sie gilt dasselbe wie für Heilpraktiker, mit der Ausnahme, dass sie nur Psychotherapie als Behandlungsverfahren nutzen dürfen und mögliche körperliche Ursachen psychischer Erkrankungen nicht selbst abklären dürfen. – Als Heilpraktiker, eingeschränkt auf das Gebiet der Psychotherapie können auch Psychologen praktizieren, die über ein abgeschlossenes Studium der Psychologie mit Diplom oder Master of Science verfügen, aber keine Approbation nach Psychotherapeutengesetz erlangt haben. Hatten sie als Prüfungsfach ihres Universitätsabschlusses „klinische Psychologie“, wird ihnen auf Antrag eine eingeschränkte Heilpraktikererlaubnis nach Aktenlage erteilt.[13] Ansonsten haben sie wie alle anderen Anwärter die entsprechende Heilpraktikerprüfung zu absolvieren.

Am 1. September 2020 trat das Psychotherapeutenausbildungsreformgesetz (PsychThGAusbRefG) in Kraft. Demnach ist die Psychotherapie ein eigenständiges universitäres Studienfach. Das Studium gliedert sich in ein dreijähriges Bachelor- und ein zweijähriges Masterstudium, das mit einer staatlichen psychotherapeutischen Prüfung und Approbation abschließt. Es folgt eine nach Landesrecht zu organisierende Weiterbildung zur Fachpsychotherapeutin oder zum Fachpsychotherapeuten in stationären und ambulanten Einrichtungen. Nach der Weiterbildung sind die Psychotherapeuten berechtigt, sich ins Arztregister eintragen zu lassen und sich um eine Zulassung für die ambulante Versorgung im System der gesetzlichen Krankenversicherung zu bewerben. Den Psychotherapeuten in Weiterbildung („PiW“) für die Behandlung von Kindern und Jugendlichen oder Erwachsenen und in einem Psychotherapieverfahren wird während ihrer stationären Weiterbildung in Berufstätigkeit künftig ein Tarifgehalt bezahlt.

### Sozialrecht
Die gesetzliche Krankenversicherung und damit auch deren Verfahrensweise bezüglich der Psychotherapie ist im Fünften Buch des Sozialgesetzbuches (SGB V) geregelt. § 92 bestimmt, dass der so genannte Gemeinsame Bundesausschuss „Richtlinien über die Gewährung für eine ausreichende, zweckmäßige und wirtschaftliche Versorgung der Versicherten“ beschließt. Diese Richtlinien regeln für die Psychotherapie insbesondere:
- behandlungsbedürftige Krankheiten
- zur Krankenbehandlung geeignete Verfahren
- Antrags- und Gutachterverfahren
- probatorische Sitzungen
- Art, Umfang und Durchführung der Behandlung sowie den ärztlichen Konsiliarbericht

Dabei können Leistungen eingeschränkt oder ausgeschlossen werden, „wenn nach allgemein anerkanntem Stand der medizinischen Erkenntnisse der diagnostische oder therapeutische Nutzen, die medizinische Notwendigkeit oder die Wirtschaftlichkeit nicht nachgewiesen sind“.
Die Sozialpsychiatrie-Vereinbarung ermöglicht es Fachärzten für Kinder- und Jugendpsychiatrie und Psychotherapie psychotherapeutische Programme in Zusammenarbeit mit nichtapprobierten und approbierten Therapeuten in einem multiprofessionellen Team durchzuführen, welche nicht dem gutachterlichen Antragsverfahren unterliegen. Diese verbreitete und moderne kinderpsychotherapeutische Behandlungsform wird auch multimodale Kindertherapie genannt. Im Erwachsenenbereich gibt es bisher in Deutschland keine vergleichbare sozialversicherungsrechtliche Grundlage zur multimodalen psychotherapeutischen Behandlung im interdisziplinären Team.
Die Bedingungen der privaten Krankenversicherungen sind unterschiedlich. Grundsätzlich orientieren sie sich an den gesetzlichen Verfahrensweisen, haben aber im Einzelnen oft etwas großzügigere Regelungen, so bei Behandlern und Therapieverfahren. Vor Beginn einer Therapie muss jedoch in der Regel eine schriftliche Zustimmung der Versicherung eingeholt werden.

## Erkrankungen
Voraussetzung für eine Psychotherapie nach der Psychotherapie-Richtlinie ist, dass eine seelische Krankheit vorliegt. Die Richtlinie nennt als Indikationen:
- Affektive Störungen: depressive Episoden, rezidivierende depressive Störungen, Dysthymie;
- Angststörungen und Zwangsstörungen;
- Somatoforme Störungen und Dissoziative Störungen (Konversionsstörungen);
- Reaktionen auf schwere Belastungen und Anpassungsstörungen;
- Essstörungen;
- Nichtorganische Schlafstörungen;
- Sexuelle Funktionsstörungen;
- Persönlichkeitsstörungen und Verhaltensstörungen;
- Verhaltens- und emotionale Störungen mit Beginn in der Kindheit und Jugend.

Psychotherapie kann auch neben oder nach einer somatisch ärztlichen Behandlung von Krankheiten oder deren Auswirkungen angewandt werden, wenn psychische Faktoren einen wesentlichen pathogenetischen Anteil daran haben und sich ein Ansatz für die Anwendung von Psychotherapie bietet.
Indikationen hierfür können unter bestimmten Voraussetzungen z. B. psychische und Verhaltensstörungen durch psychotrope Substanzen sein.
Außerdem werden in der Richtlinie genannt:
- Seelische Krankheit auf Grund frühkindlicher emotionaler Mangelzustände oder tiefgreifender Entwicklungsstörungen, in Ausnahmefällen auch seelische Krankheiten, die im Zusammenhang mit frühkindlichen körperlichen Schädigungen oder Fehlbildungen stehen;
- Seelische Krankheit als Folge schwerer chronischer Krankheitsverläufe;
- Schizophrene und affektive psychotische Störungen.

## Therapieverfahren
Bislang ist die Kostenerstattung von ambulanter Psychotherapie auf vier Therapieverfahren begrenzt:
- Psychoanalytisch begründete Verfahren (hierbei wird differenziert in Tiefenpsychologisch fundierte Psychotherapie und Analytische Psychotherapie)
- Verhaltenstherapie[19]
- Systemische Therapie[20]

Wissenschaftlich anerkannt durch den Wissenschaftlichen Beirat Psychotherapie sind inzwischen auch die Gesprächspsychotherapie (für Erwachsene) und die Systemische Therapie für Kinder- und Jugendliche. Die Behandlung mit Gesprächspsychotherapie wird derzeit aber immer noch nicht von den gesetzlichen Krankenkassen bezahlt. Die hierfür notwendige sozialrechtliche Anerkennung durch den Gemeinsamen Bundesausschuss der Ärzte und Krankenkassen, welche Voraussetzung für die Kostenerstattung ist, steht noch aus.

## Behandler
Leistungserbringer der Psychotherapie im System der gesetzlichen Krankenversicherung sind als Vertragsärzte oder -psychotherapeuten in der gesetzlichen Krankenversicherung zugelassene Psychotherapeuten. Voraussetzungen für diese Kassenzulassung ist eine berufsrechtliche Zulassung (Approbation). Psychologische Psychotherapeuten und Kinder- und Jugendlichenpsychotherapeuten sind dabei den entsprechend qualifizierten Fachärzten gleichgestellt. Für den Patienten besteht Wahlfreiheit.
Bei mutmaßlicher Psychotherapie-Unterversorgung kann auch ohne Kassenzulassung im Einzelfall ein fachlich geeigneter approbierter Psychotherapeut oder auch ein Heilpraktiker (Psychotherapie) zu Lasten der gesetzlichen Krankenversicherung außervertraglich Psychotherapie erbringen; in solchen Fällen wird i. d. R. vorab der Medizinische Dienst der Krankenversicherung beratend von der Krankenkasse hinzugezogen, dieser hat aber nur zu entscheiden, ob eine psychotherapeutische Behandlung angezeigt ist und ob das angegebene Psychotherapieverfahren den Richtlinien des Bundesausschusses entspricht.

### Pflichten
Es besteht für die niedergelassenen Psychotherapeuten nach § 95d SGB V die Verpflichtung zur kontinuierlichen Fortbildung (Erwerb von derzeit 250 CME-Punkten in fünf Jahren), sonst droht Honorarabzug oder im nächsten Schritt der Entzug der Zulassung durch die zuständige Krankenkasse. Im Bereich der Psychotherapie stellt das vorgeschriebene Gutachterverfahren eine qualitätssichernde Maßnahme dar.
Schon das in § 12 SGB V festgeschriebene Wirtschaftlichkeitsgebot impliziert, dass eine zu Lasten der gesetzlichen Krankenversicherung erbrachte Leistung eine ausreichende Qualität haben muss; ansonsten wäre ihre Erbringung nicht zweckmäßig, nicht ausreichend und in der Konsequenz unwirtschaftlich. §§ 73c, 135a, 136, 136a und 136b SGB V und § 11 des BMV-Ä regeln – allerdings recht allgemein gehalten – die Qualitätssicherung im vertragsärztlichen Bereich. Es besteht eine Verpflichtung zur Einrichtung eines Qualitätsmanagement-Systems in der Praxis, allerdings keine Pflicht zur Erlangung eines Zertifikats, d. h. der Bestätigung der Qualität durch qualifizierte Dritte.

### Antrags- und Gutachterverfahren
Weitere Voraussetzung für Psychotherapie sind Psychotherapie-Fähigkeit des Patienten (der Patient muss intellektuell und motivational dazu in der Lage sein, von Psychotherapie zu profitieren) und das Vorliegen einer adäquaten Diagnostik und eines angemessenen Behandlungsplanes. Anders als bei anderen Verfahren im Bereich der gesetzlichen Krankenversicherung ist in der Langzeittherapie, z. T. auch in der Kurzzeittherapie bei unerfahreneren Therapeuten durch ein vorgeschaltetes Gutachterverfahren seit Jahren eine Qualitätssicherung implementiert (Antragsverfahren). Jede Langzeittherapie erfordert einen Antrag des Patienten mit einem von Therapeuten zu erstellenden Bericht an den Gutachter, in dem Anamnese, Diagnostik, Genesungsmodell, eine detaillierte Therapieplanung und prognostische Einschätzung der individuellen Heilungschancen des Patienten aufgeführt sind. Der Antrag und der Bericht werden von einem qualifizierten externen ärztlichen oder psychologischen Gutachter, der selbst Psychotherapeut ist, geprüft. Erst nach Zustimmung durch den Gutachter kann eine Kostenübernahme durch die gesetzliche Krankenversicherung erfolgen (siehe hierzu auch § 11, Anlage 1 zum Bundesmanteltarifvertrag).

### Probatorische Sitzungen, Art, Umfang und Durchführung der Behandlung
Sowohl Einzeltherapie als auch Gruppentherapie ist im ambulanten Bereich möglich. Die Abrechnung erfolgt über den Einheitlichen Bewertungsmaßstab.
Die Zeitkontingente für Psychotherapie sind festgelegt. Nach fünf (Verhaltenstherapie und tiefenpsychologisch fundierte Psychotherapie) oder acht (analytische Psychotherapie) probatorischen Sitzungen, die zur Indikationsprüfung dienen, kann eine Kurzzeittherapie mit bis zu 25 Stunden erfolgen. Bei nichtärztlichen Therapeuten ist außerdem vor Beginn der Therapie ein ärztlicher Konsiliarbericht erforderlich, der u. a. das Nichtvorhandensein einer körperlichen Erkrankung bescheinigt und Fragen der Medikamenteneinnahme klärt. Besteht Bedarf für eine längere Therapie, kann eine Langzeittherapie erfolgen (eine Kurzzeittherapie kann ggf. in eine Langzeittherapie auf Antrag umgewandelt werden). Die Höchstgrenzen für Langzeittherapien sind bei Erwachsenen (für Kinder und Jugendliche gelten etwas niedrigere Stundenzahlen):
- Bei Verhaltenstherapie bis zu 45 Stunden, dann erfolgt in Einzelfällen nach Begründung eine Verlängerung auf 60 Stunden.
- bei analytischer Psychotherapie bis zu 160 Stunden, in besonderen Fällen bis zu 240 Stunden.
- bei tiefenpsychologisch fundierter Psychotherapie bis zu 50 Stunden, in besonderen Fällen bis zu 80 Stunden.

In begründeten Einzelfällen können diese Zeiten überschritten werden und zwar
- bei Verhaltenstherapie auf 80 Stunden, in Einzelfällen mit einem weiteren Antrag auf 100 Stunden,
- bei analytischer Psychotherapie bis zu 300 Stunden,
- bei tiefenpsychologisch fundierter Psychotherapie bis zu 100 Stunden.

## Ambulante psychotherapeutische Versorgung
Im ambulanten Bereich erfolgt die Versorgung psychisch kranker Menschen überwiegend durch Vertragspsychotherapeuten und -ärzte. Darüber hinaus sind psychiatrische Institutsambulanzen (PIA), Hochschulambulanzen, Ausbildungsambulanzen und Spezialambulanzen sowie Psychotherapeuten in privater Praxis beteiligt.
In der vertragspsychotherapeutischen und vertragsärztlichen Versorgung waren im Jahr 2019 ca. 41.000 Fachbehandler tätig, darunter 21.848 Psychologische Psychotherapeuten, 6.268 Kinder- und Jugendlichenpsychotherapeuten, 6.219 Ärztliche Psychotherapeuten sowie weitere Fachärzte.
Nach einer 2018 durchgeführten Erhebung beträgt die durchschnittliche Wartezeit auf ein Erstgespräch 6,5 Wochen und die Dauer zwischen Anfrage und Beginn einer Richtlinienpsychotherapie 19,6 Wochen. Kürzer ist die Zeit bis zum Beginn einer Akuttherapie. Dabei sind je nach Versorgungsdichte große Unterschiede vorhanden.

## Stationäre Psychotherapie
In psychiatrischen, psychosomatischen und psychotherapeutischen Akut-, Rehabilitations- und Suchtkliniken stehen schätzungsweise 40.000 Behandlungsplätze zur Verfügung. Dort können ca. 450.000 Patienten jährlich psychotherapeutisch behandelt werden. Indikationskriterien für stationäre Psychotherapie sind zum Beispiel:
- Schwere, Komplexität und Chronizität der Symptomatik und Problembereiche;
- Fehlen oder Nichterreichbarkeit ambulanter oder teilstationärer Therapiemöglichkeiten;
- Herausnahme aus dem krankheitsfördernden häuslichen Milieu, z. B. bei belastenden partnerschaftlichen Konflikten und Gewalterfahrungen;
- Förderung der Motivation für eine ambulante Therapie;
- Komorbidität mit somatischen Krankheiten bzw. somatopsychische Störungen, die gleichzeitig somatischer Diagnostik und Behandlung bedürfen;
- Vorteile multimodaler und interdisziplinärer Therapieansätze inklusive nonverbaler Verfahren;
- Spezialisierung auf besondere Störungen oder Therapiemethoden.

In Ergänzung zu „klassischen“ Methoden der Einzel- und Gruppenpsychotherapie werden in den stationären Einrichtungen weitere Methoden auch mit nichtsprachlichen Ausdrucks- und Erlebnisformenangeboten praktiziert (z. B. Kunst,- Musik-, Körper-, Bewegungs-, Gestaltungstherapie), Entspannungsverfahren, Biofeedback. Weitere Elemente sind die einer therapeutischen Gemeinschaft, Paar- und Familiengespräche, körperliche Aktivierung, Psychoedukation, Bezugspflege, aber auch Psychopharmakatherapie. Einzelne Kliniken bieten auch z. B. Gestalttherapie, Psychodrama, Traumatherapie, Tiergestützte Therapie und anderes an.
Die Wirksamkeit stationärer Psychotherapie ist gut belegt. Jedoch profitieren nicht alle Patienten davon. Durchschnittlich 12,5 % brechen die Behandlung vorzeitig ab, 20 bis 30 % beenden sie ohne signifikante Verbesserungen. 5 bis 10 % berichten sogar über Verschlechterungen.

## Gesundheitsökonomische Aspekte
2019 betrugen die direkten Krankheitskosten für psychische und Verhaltensstörungen insgesamt 44,4 Milliarden Euro. Damit sind die psychischen Erkrankungen im Vergleich der direkten Kosten nach den Herz-Kreislauf-Erkrankungen die zweitteuerste Erkrankungsgruppe in Deutschland.
Auf den stationären Bereich entfielen 24,9 Milliarden Euro. Für die ambulante Psychotherapie wurden im GKV-System 2,7 Milliarden Euro ausgegeben, zusätzlich nicht konkret bezifferte budgetierte Leistungen in Höhe von etwa 5 bis 10 Prozent, sowie Ausgaben für Behandlungen im Rahmen der Kostenerstattung (nach einer Hochrechnung für 2018 ca. 180 Millionen Euro).

## Verbraucherschutz
Bei Therapie im Rahmen der gesetzlichen Krankenversicherung sind bis zu fünf (bei tiefenpsychologisch fundierter PT und Verhaltenstherapie) oder acht (bei analytischer PT) probatorische Sitzungen („Schnupper-Sitzungen“) pro Psychotherapeut möglich, um zu prüfen, ob eine tragfähige Arbeitsbeziehung aufgebaut werden kann. Dabei sollten die Kosten und Dauer der Therapie sowie die sonstigen Rahmenbedingungen abgestimmt werden. Erst nach dieser Phase, in der auch die Therapieziele und der Behandlungsplan besprochen werden, wird ein Antrag auf Psychotherapie gestellt und die eigentliche Therapie beginnt. Eine übereilte oder falsche Entscheidung für einen Therapieplatz kann das ursprüngliche Problem auch verschärfen. Nach einem Therapieabbruch kann die Bewilligung einer Nachfolgetherapie durch die Krankenkasse in Frage gestellt sein.
Beim Verdacht auf einen Behandlungsfehler können sich Psychotherapieklienten, die sich durch eine Therapie geschädigt fühlen, an die Patientenberatung einer Verbraucherzentrale wenden. Sie erhalten dort eine Einschätzung aus juristischer Sicht sowie Hinweise, wie sie mit den Folgen einer aus ihrer Sicht erfolglosen Therapie umgehen können.